# Kościół Chrześcijański Nowe Życie w Lublinie
Kościół Chrześcijański „Nowe Życie” w Lublinie – zbór Kościoła Bożego w Chrystusie działający w Lublinie, będący społecznością protestancką o charakterze zielonoświątkowym.
Nazwa kościoła wskazuje na nowe życie, które każdy wierzący członek kościoła otrzymał w momencie nowego narodzenia – wyznania wiary w osobę i dzieło Jezusa Chrystusa. Podstawowym źródłem wiary jest Biblia, która jest jedynym i ostatecznym autorytetem w sprawach wiary. 
Nabożeństwa odbywają się każdej niedzieli o godz. 10 w Lublinie przy ul. Lotniczej 3.